# Ciprus az 1984. évi nyári olimpiai játékokon
Ciprus az egyesült államokbeli Los Angelesben megrendezett 1984. évi nyári olimpiai játékok egyik részt vevő nemzete volt. Az országot az olimpián 4 sportágban 10 sportoló képviselte, akik érmet nem szereztek.

## Atlétika
Férfi
| Versenyző             | Versenyszám    | Előfutam | Előfutam | Előfutam | Elődöntő | Elődöntő | Elődöntő | Döntő         | Döntő         |
| Versenyző             | Versenyszám    | Idő      | Hely.    | Össz.    | Idő      | Hely.    | Össz.    | Idő           | Helyezés      |
| --------------------- | -------------- | -------- | -------- | -------- | -------- | -------- | -------- | ------------- | ------------- |
| Máriosz Kasszianídisz | 10 000 m       | 29:06,08 | 10.      | 27.      |          |          |          | kiesett       | kiesett       |
| Máriosz Kasszianídisz | Maraton        |          |          |          |          |          |          | 2:32:51       | 62.           |
| Fílipposz Filíppu     | Maraton        |          |          |          |          |          |          | nem ért célba | nem ért célba |
| Fílipposz Filíppu     | 3000 m akadály | 8:30,09  | 7.       | 13.      | 8:39,47  | 12.      | 23.      | kiesett       | kiesett       |

| Versenyző           | Versenyszám | Selejtező | Selejtező | Döntő    | Döntő    |
| Versenyző           | Versenyszám | Eredmény  | Helyezés  | Eredmény | Helyezés |
| ------------------- | ----------- | --------- | --------- | -------- | -------- |
| Dimítriosz Araúzosz | Távolugrás  | 567 cm    | 30.       | kiesett  | kiesett  |

## Cselgáncs
| Versenyző             | Versenyszám | Csoport | Selejtező         | 32-es főtábla             | Nyolcaddöntő      | Negyeddöntő       | Elődöntő          | Vigaszág nyolcaddöntő | Vigaszág negyeddöntő | Vigaszág elődöntő | Bronz- mérkőzés   | Döntő             | Helyezés |
| Versenyző             | Versenyszám | Csoport | Ellenfél Eredmény | Ellenfél Eredmény         | Ellenfél Eredmény | Ellenfél Eredmény | Ellenfél Eredmény | Ellenfél Eredmény     | Ellenfél Eredmény    | Ellenfél Eredmény | Ellenfél Eredmény | Ellenfél Eredmény | Helyezés |
| --------------------- | ----------- | ------- | ----------------- | ------------------------- | ----------------- | ----------------- | ----------------- | --------------------- | -------------------- | ----------------- | ----------------- | ----------------- | -------- |
| Joánnisz Kujálisz     | Váltósúly   | A       | erőnyerő          | Ousseynou Guèye (SEN) · V | kiesett           | kiesett           | kiesett           |                       |                      |                   |                   |                   | 20.      |
| Kósztasz Papakósztasz | Középsúly   | A       |                   | Nosze Szeiki (JPN) · V    | kiesett           | kiesett           | kiesett           |                       |                      |                   |                   |                   | 18.      |

## Kerékpározás

### Országúti kerékpározás
Férfi
| Versenyző         | Versenyszám   | Idő           | Helyezés      |
| ----------------- | ------------- | ------------- | ------------- |
| Szpírosz Agrótisz | Mezőnyverseny | nem ért célba | nem ért célba |

## Sportlövészet
Nyílt
| Versenyző                   | Versenyszám | Pont | Helyezés |
| --------------------------- | ----------- | ---- | -------- |
| Dimítriosz Papahriszosztómu | Trap        | 176  | 35.      |
| Anasztásziosz Lórdosz       | Trap        | 173  | 47.      |
| Pétrosz Kirícisz            | Skeet       | 192  | 13.      |
| Mihalákisz Tímviosz         | Skeet       | 95   | 69.      |